# Antonio Gandolfi
Antonio Gandolfi (Carpi, 20 febbraio 1835 – Bologna, 20 marzo 1902) è stato un politico e militare italiano.

## Biografia
Antonio Gandolfi nacque il 20 febbraio 1835 a Carpi, da Giovanni Battista e da Elisabetta Ferrari Corbolani. Dopo aver completato gli studi ginnasiali e liceali, si dedicò alle scienze matematiche, per le quali aveva dimostrato una forte inclinazione, presso l'Accademia militare di Modena, ove ottenne il grado di cadetto nel 1853. Dopo aver conseguito la laurea in Ingegneria presso l'Università di Modena nel 1858, nel maggio del 1859 entrò, su consiglio del carpigiano generale Manfredo Fanti, alla Scuola di Ivrea. Dopo l'armistizio di Villafranca (8 luglio), sempre su consiglio del generale Fanti, il giovane Gandolfi si spostò a Modena, ove aderì al governo provvisorio proclamato da Luigi Carlo Farini; in settembre fu nominato sottotenente del Genio nelle truppe dell'Emilia. Entrò quindi nell'esercito del Regno di Sardegna, poi nazionale, partecipando alle campagne risorgimentali del 1860-1861, del 1866 e 1870 e percorrendo rapidamente i gradi della carriera militare.
Tra i pochi generali in possesso della laurea, Gandolfi non fu soltanto militare, ma anche politico. Fu eletto deputato della sinistra nel 1874 a Carpi, dopo la rinuncia del colonnello Antonio Araldi, che lo aveva raccomandato agli elettori. In seguito, fu eletto nella circoscrizione di Modena, dalla XII alla XVII legislatura. Nel programma reso pubblico nel 1874, all'epoca della prima candidatura, Gandolfi si faceva propugnatore del decentramento e di riforme dei sistemi tributario e amministrativo.
Staccatosi dall'area governativa dopo il 1883, si schierò contro il trasformismo di Agostino Depretis e con l'area della Pentarchia, entrando dal 1887 nell'area crispina. Nel giugno del 1890 Francesco Crispi, presidente del Consiglio, lo nominò Governatore dell'Eritrea. Durante il governatorato Gandolfi non ottenne buoni risultati né dal punto di vista politico-diplomatico né in campo amministrativo, cosicché il 28 febbraio 1892 ottenne di essere esonerato dall'incarico su sua stessa richiesta.
Negli anni successivi alla conclusione del governatorato Gandolfi mantenne un silenzioso riserbo su tale esperienza e più in generale sulla politica coloniale italiana, almeno fino al 1895 quando pubblicò in forma anonima lo scritto La nostra politica africana. Timori e speranze di un ex funzionario eritreo, che conteneva dure critiche alla politica espansionistica di Crispi e di Oreste Baratieri. Rimase invece inedito «Il Governo Civile e Militare in Eritrea (dal giugno 1890 al marzo 1892). Lettere del generale A. Gandolfi», un lungo memoriale sull'esperienza eritrea in forma di epistolario, scritto probabilmente dopo 1896.
Il fallimento del governatorato in Eritrea non compromise però il proseguimento della carriera militare di Gandolfi, durante la quale ottenne medaglie ed onorificenze, e nemmeno di quella politica, che raggiunse il suo apice il 21 novembre 1901 con la nomina a senatore. Morì a Bologna l'anno successivo, il 20 marzo 1902.
Una parte dell'archivio di lavoro di Antonio Gandolfi si trova presso la Biblioteca Comunale dell'Archiginnasio di Bologna.